# جیم استنفورد
جیم استنفورد، اقتصاددان کانادایی، اقتصاددان کارگران کانادایی و بنیان‌گذار مجمع اقتصادانان پیشرو است. او دارای  درجه استادی علم اقتصاد از دانشگاه کمبریج، و دکترا از دانشکده نوین پژوهشهای اجتماعی است. ضمن همکاری با اتحادیه کارگری کانادا، ستون روزنامه کانادایی  گلوب اند میل با مضامین اقتصادی نیز به او تعلق دارد.